# Ventschow
Ventschow es un municipio situado en el distrito de Mecklemburgo Noroccidental, en el estado federado de Mecklemburgo-Pomerania Occidental (Alemania), a una altitud de 38 m s. n. m.
Su población a finales de 2016 era de 673 habitantes, y su densidad poblacional de 50 hab/km².